# Argyrophora histrionaria
Argyrophora histrionaria är en fjärilsart som beskrevs av Achille Guenée 1858. Argyrophora histrionaria ingår i släktet Argyrophora och familjen mätare. Inga underarter finns listade i Catalogue of Life.